# Catapanato de Ras
El catapanato de Ras o catapanato de Serbia (en griego: Κατεπανίκιον Σερβίας) fue una provincia bizantina establecida entre 971-976 en Serbia, bajo el reinado de Juan Tzimisces (r. 969-976).
El nombre deriva de la ciudad de Ras en la región serbia de Raška o Rascia. La fecha más temprana propuesta para su creación es 971, cuándo los ejércitos bizantinos reconquistaron Bulgaria y reestablecieron el gobierno bizantino sobre el interior de los Balcanes. Una de las unidades administrativas formadas en los territorios reconquistados fue el catapanato de Ras, que sirvió como baluarte bizantino en tierras serbias con jurisdicción territorial incierta.
La fuente principal sobre la organización del catapanato es un sello del strategos de Ras, datado del reinado del emperador Juan. El sello perteneció un protospatharios y katepano de Ras de nombre Juan, único titular conocido del cargo.
El catapanato fue de corta vida como el resto de las instituciones bizantinas en tierras búlgaras y serbias. Después de la muerte de emperador Juan (976) una revuelta en las regiones vecinas dirigida por la dinastía Cometopulos expulsó a los bizantinos de la zona.